# Topolovo, Haskovo
Topolovo (în bulgară Тополово) este un sat în comuna Madjarovo, regiunea Haskovo,  Bulgaria. 

## Demografie
Componența etnică a satului Topolovo
     Turci (28,3%)
     Bulgari (7,54%)
     Nicio identificare (64,15%)
     Altele (0%)
La recensământul din 2011, populația satului Topolovo era de 106 locuitori. Nu există o etnie majoritară, locuitorii fiind turci (28,3%) și bulgari (7,54%). Pentru 64,15% din locuitori nu este cunoscută apartenența etnică.